# أناتولي بولغاكوف
أناتولي بولغاكوف (بالروسية: Булгаков, Анатолий)‏ هو لاعب كرة قدم روسي في مركز الدفاع، ولد في 14 سبتمبر 1979 في موسكو في روسيا. لعب مع TP-47 ‏.